# Der Gott des Gemetzels
Der Gott des Gemetzels (französischer Originaltitel: Le Dieu du carnage) ist ein Theaterstück von Yasmina Reza in der deutschen Übersetzung von Frank Heibert und Hinrich Schmidt-Henkel.
Das Stück wurde laut Theaterverlag Desch, der die Aufführungsrechte für den deutschsprachigen Raum vergibt, in den Spielzeiten 2006/07 und 2007/08 an ca. 60 deutschsprachigen Bühnen inszeniert und gehörte damit schon nach zwei Jahren zu den erfolgreichsten Theaterstücken der letzten Jahrzehnte. Es wurde 2011 unter dem gleichen Titel verfilmt. 
Das Stück handelt vom heftigen Konflikt zweier Ehepaare, der ursprünglich durch eine gewaltsame Auseinandersetzung der Söhne ausgelöst wurde, sich jedoch bald um die persönlichen Probleme der Protagonisten dreht.

## Handlung
Das Ehepaar Véronique und Michel Houillé empfängt in seiner Pariser Wohnung das Ehepaar Annette und Alain Reille. Der elfjährige Ferdinand Reille hat den gleichaltrigen Bruno Houillé in der Schule mit einem Stock ins Gesicht geschlagen, wobei dessen Schneidezähne beschädigt und ein Nerv teilweise freigelegt wurde. Die Eltern der beiden sind zusammengekommen, um das Geschehen zu diskutieren. Véronique ist eine sozialkritische Schriftstellerin, die an einem Buch über den Darfur-Konflikt arbeitet. Ihr Mann Michel betreibt einen Eisenwarengroßhandel. Annette Reille ist Vermögensberaterin und ihr Mann Alain ein erfolgreicher Syndikus, der für einen Pharma-Konzern arbeitet. Das Gespräch beginnt harmlos. Annette und Alain geben sich schuldbewusst und Véronique und Michel geben zu verstehen, dass sie eine friedvolle Übereinkunft möchten, wenn nicht sogar zur Vergebung bereit sind. Doch langsam erhält der Konflikt einen anderen Ton. Die Diskussion wird ständig durch Alain unterbrochen, da er berufliche Anrufe auf sein Handy erhält und lautstark versucht, einen Pharmazie-Skandal seines Unternehmens in den Griff zu bekommen. Außerdem klingelt häufiger das Telefon der Houillés, weil Michels Mutter ständig anruft. Es stellt sich heraus, dass Michels Mutter das Medikament nimmt, dessen schwerwiegende Nebenwirkungen Alain über sein Handy zu vertuschen versucht.
Nach und nach drängen die Schwachpunkte der einzelnen Lebensläufe an die Oberfläche. Die Atmosphäre wird zunehmend aggressiver und somit auch die Beurteilung der Tat des elfjährigen Ferdinand und die Beurteilung der Opferrolle von Bruno. Véronique und Michel können die Verurteilung jeglicher Gewalt nicht mehr aufrechterhalten, als sich herausstellt, dass Michel heimlich den Hamster seiner Tochter entsorgt und damit getötet hat. Das Ehepaar Reille nutzt diesen Umstand, um die Schuld von ihrem Sohn abzuwenden. Sie stellen Michels Handeln als unverantwortlich und schändlich dar. Michel gilt als der Weichling und möchte plötzlich neben dem skrupellosen Anwalt härter wirken, als er es tatsächlich ist. Annette leidet unter ihrem ignoranten Ehemann. Michel serviert als guter Gastgeber neben dem Clafoutis seiner Frau einen ausgezeichneten Rum. Der Alkohol bewirkt schließlich die Eskalation. Annette übergibt sich auf einen wertvollen alten Bildband von einer Ausstellung Oskar Kokoschkas und ertränkt das Handy ihres Mannes in einer Vase mit Tulpen. Die Beziehung zwischen den Söhnen sollte wiederhergestellt werden, doch dann lassen die beiden Paare ihre eleganten Wohlstandsmasken fallen und ergehen sich in einem Streit, wobei die Koalitionen paarübergreifend wechseln. Einzig Alain fühlt sich letztlich in seiner Weltanschauung bestätigt. Er habe immer an den Gott des Gemetzels geglaubt.

## Uraufführung
Das Stück für vier Personen wurde am 2. Dezember 2006 am Schauspielhaus Zürich mit der Besetzung Dörte Lyssewski als Véronique Houillé, Tilo Nest als Michel Houillé, Corinna Kirchhoff als Annette Reille und Michael Maertens als Alain Reille uraufgeführt; Regie führte Jürgen Gosch. Diese Uraufführung wurde 2007 mit dem Nestroy-Theaterpreis als Beste deutschsprachige Aufführung des Jahres ausgezeichnet und zum Berliner Theatertreffen 2007 eingeladen.

## Internationale Erstaufführungen
Die französische Erstaufführung hatte im Januar 2008 am Pariser Théâtre Antoine Premiere. Regie führte Yasmina Reza, es spielten Isabelle Huppert, André Marcon, Valerie Bonneton und Éric Elmosnino.
Die englische Version – God of Carnage in der Übersetzung von Christopher Hampton – hatte im März 2008 am Gielgud Theatre in London Premiere. Unter der Regie von Matthew Warchus spielten Ralph Fiennes, Tamsin Greig, Janet McTeer und Ken Stott.
Am Broadway hatte God of Carnage im Februar 2009 in der Besetzung Jeff Daniels, Hope Davis, James Gandolfini und Marcia Gay Harden seine US-Premiere. Regie führte ebenfalls Matthew Warchus. Die Inszenierung wurde bei Verleihung des Tony Awards 2009 mit drei Preisen ausgezeichnet, darunter in der Kategorie Stück des Jahres.

## Verfilmung
Das Stück wurde von Roman Polański im Frühjahr 2011 in Paris verfilmt. In der Besetzung  Christoph Waltz und Kate Winslet in den Rollen von Alan und Nancy (Alain und Annette), Jodie Foster und John C. Reilly in den Rollen von Penelope und Michael (Véronique und Michel). Der Film wurde Anfang September bei den Internationalen Filmfestspielen von Venedig 2011 vorgestellt. Obwohl der Film in New York spielt, wurde er in Paris gedreht, da Polański, aufgrund eines immer noch bestehenden Haftbefehls, bei Betreten der Vereinigten Staaten eine Verhaftung riskiert.

## Buchausgabe
Yasmina Reza: Der Gott des Gemetzels. Schauspiel. Aus dem Französischen von Frank Heibert und Hinrich Schmidt-Henkel; mit Fotos aus der Zürcher Uraufführung, Libelle-Verlag, Lengwil 2007, ISBN 978-3-905707-15-1.